# Saint-Santin-de-Maurs

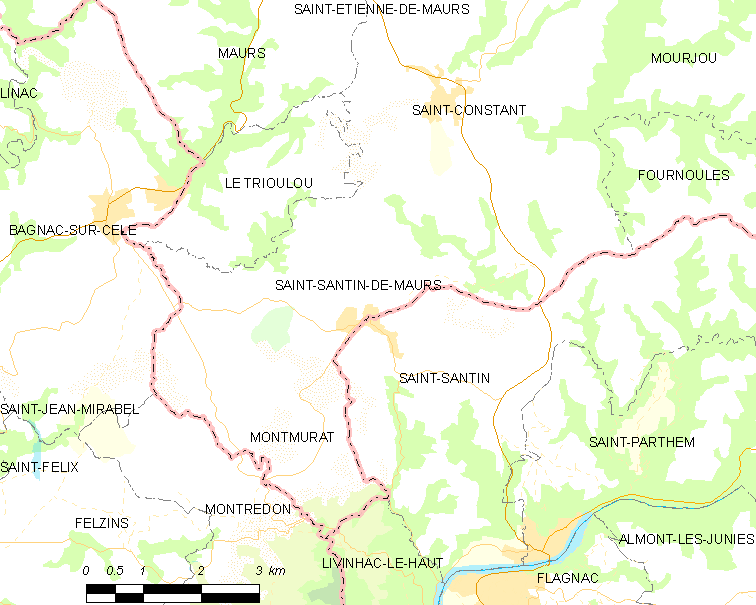
Poloha Saint-Santin a Saint-Santin-de-Maurs

Saint-Santin-de-Maurs je francouzská obec, ležící v departmentu Cantal v regionu Auvergne.

## Saint-Santin-de-Maurs a Santin-Santin
Obec těsně sousedí s obcí Saint-Santin, která však leží v sousední departmentu Aveyron. Prakticky tvoří jednu obec, která je však rozdělená právě departmenty. Obě mají vlastní obecní úřad se starostou, svou školu, svůj kostel. Společný je však pomník, který se nachází přesně na hranici a má nápis z obou stran.
V obci stojí kostel 20 metrů vedle kostela sousední obce, mezi kterými prochází hranice departmentu.

## Poloha
Obec má rozlohu 14,52 km². Nejvyšší bod je položený 487 m n. m. a nejnižší bod 233 m n. m.

## Obyvatelstvo
V obci žije 377 obyvatel (rok 2011).